# Inkasent
Inkasent – w szerokim znaczeniu osoba pobierająca należności od podatnika (np. inkasent elektrowni lub gazowni), a w szczególności to osoba prawna, fizyczna lub jednostka organizacyjna niemająca osobowości prawnej obowiązana do pobrania od podatnika podatku i wpłacenia go we właściwym terminie organowi podatkowemu. Organ podatkowy nie może ściągnąć z inkasenta podatku, jeśli podatnik nie uiścił wcześniej tej daniny. Inkasentom przysługuje zryczałtowane wynagrodzenie z tytułu terminowego wpłacania podatków pobranych na rzecz budżetu państwa. Rada gminy, rada powiatu oraz sejmik województwa może ustalać wynagrodzenie dla inkasentów z tytułu poboru podatków stanowiących dochody, odpowiednio, budżetu gminy, powiatu lub województwa (inkasenci podatków i opłat lokalnych).
Za pośrednictwem inkasentów może być zarządzony pobór podatku od nieruchomości, podatku od posiadania psów, opłat lokalnych: targowej, miejscowej i administracyjnej, a także podatku rolnego oraz leśnego od osób fizycznych w drodze inkasa.
Uprawnionym do dokonywania czynności sprawdzających oraz kontroli podatkowej wobec inkasentów podatków i opłat lokalnych jest organ podatkowy.